# 四宮秀俊
四宮 秀俊（しのみや ひでとし、1978年 - ）は、日本の撮影監督。

## 略歴
映画美学校第6期フィクション・コース高等科を修了。その後、撮影助手として映画、Vシネマ、ミュージック・ビデオなどの現場に参加する。現在までに『へんげ』『Playback』『Dressing Up』などの作品を手がけている。

## フィルモグラフィー

### 長編映画
- 怒る西行（2010年）
- スリー☆ポイント（2011年）
- へんげ（2011年）
- Dressing Up（2012年）
- Playback（2012年）
- Sweet Sickness（2013年）
- WHO IS THAT MAN!? あの男は誰だ!?（2013年）
- 坂本君は見た目だけが真面目（2014年）
- シュトルム・ウント・ドランクッ（2014年）
- 超能力研究部の3人（2014年）
- Dressing Up ドレッシングアップ（2015年）
- 貞子vs伽椰子（2016年）
- 風に濡れた女（2016年）
- 裏切りの街（2016年）
- ドロメ 女子篇（2016年）
- ドロメ 男子篇（2016年）
- ムーンライト下落合（2017年）
- 密使と番人（2017年）
- きみの鳥はうたえる（2018年）
- 枝葉のこと（2018年）
- ミスミソウ（2018年）
- さよならくちびる（2019年）
- 宮本から君へ（2019年）
- お嬢ちゃん（2019年）
- 人数の町（2020年）
- 佐々木、イン、マイマイン（2020年）
- ドライブ・マイ・カー（2021年）
- マイスモールランド（2022年）
- 違国日記（2024年）
- 敵（2025年）
- ファーストキス 1ST KISS（2025年）

### 短編映画
- 桃まつり presents kiss!「それを何と呼ぶ?」（2009年）
- 桃まつり presents うそ「離さないで」（2010年）
- わたしたちがうたうとき（2010年）
- ライフライン（2011年）
- MISSING（2011年）
- 桃まつり presents すき「SAI-KAI」（2012年）

### オリジナルビデオ
- 増蝕細胞ヒミコ GENOM-H（2013年）

### テレビ
- 山田孝之の東京都北区赤羽（2015年）
- 声ガール!（2018年）

## 受賞
- 第73回毎日映画コンクール撮影賞（『きみの鳥はうたえる』）
- 第41回ヨコハマ映画祭 撮影賞（『宮本から君へ』『さよならくちびる』）
- 第42回ヨコハマ映画祭 撮影賞（『佐々木、イン、マイマイン』『人数の町』）[5]